# جون مكارثي جونيور
جون مكارثي جونيور (بالإنجليزية: John McCarthy, Jr.)‏ هو مصمم إنتاجي أمريكي، ولد في 1 يونيو 1912 في كاليفورنيا في الولايات المتحدة، وتوفي في 14 يناير 1994 في سان بيرناردينو في الولايات المتحدة.

## وصلات خارجية
- جون مكارثي جونيور على موقع IMDb (الإنجليزية)
- جون مكارثي جونيور على موقع قاعدة بيانات الفيلم (الإنجليزية)